# Euoestrophasia plaumanni
Euoestrophasia plaumanni är en tvåvingeart som beskrevs av Guimaraes 1975. Euoestrophasia plaumanni ingår i släktet Euoestrophasia och familjen parasitflugor. Inga underarter finns listade i Catalogue of Life.